# 武器系统评估小组
武器系统评估小组 ，简称WSEG，由美国参谋长联席会议和美国研究发展局联合监管，成立于1949年，为美国陆军参谋长联席会议和美国国防部长提供运筹学研究服务。这个特殊组织负责评估朝鲜战争期间美军该使用何种武器。 该小组与以色列合作，评估冷战期间苏联武器的效能。